# Laura Sárosi
Laura Sárosi (* 11. November 1992 in Budapest) ist eine ungarische Badmintonspielerin. 

## Karriere
Laura Sárosi wurde 2008 ungarische Juniorenmeisterin im Dameneinzel. 2009, 2011 und 2012 war sie mit ihrem Team Pécsi Multi-Alarm SE bei den ungarischen Mannschaftsmeisterschaften erfolgreich. 2012 siegte sie bei den nationalen Titelkämpfen im Mixed mit Henrik Tóth. 2014 gelang ihr bei den Landesmeisterschaft ein Dreifach-Erfolg. Sie gewann sowohl das Einzelfinale als auch das Damen-Doppel und Mixed-Finale. 2016 nahm sie an den Olympischen Spielen in Rio de Janeiro teil.